# ديك غرانت
ديك غرانت (بالإنجليزية: Dick Grant)‏ هو عداء مراثوني أمريكي، ولد في 3 أغسطس 1878 في مانيتوبا في كندا، وتوفي في 9 يناير 1958 في سانت كاثرينز في كندا.

## وصلات خارجية
- ديك غرانت على موقع أوليمبيديا (الإنجليزية)